# 长叶牛齿兰
长叶牛齿兰（学名：Appendicula terrestris）为兰科牛齿兰属下的一个种。